# Гимн Чехословакии
«Где дом мой? Над Татрой молнии сверкают» (Kde domov můj Nad Tatrou sa blýska) — официальный гимн Чехословакии в период с 1918 по 1993 годы.

## Текст
Первый куплет гимна — на чешском языке, второй — на словацком.
В период с 1918 по 1938 годы официально использовалась также и немецкая версия гимна.
Официально отменён после Бархатного развода 1993 года. Впоследствии первый куплет стал употребляться в качестве гимна Чехии, а второй — в качестве гимна Словакии.
| Оригинальный текст Kde domov můj, kde domov můj? Voda hučí po lučinách, bory šumí po skalinách, v sadě skví se jara květ, zemský ráj to na pohled! A to je ta krásná země, země česká domov můj, země česká domov můj! Nad Tatrou sa blýska, Hromy divo bijú, Nad Tatrou sa blýska, Hromy divo bijú. Zastavme sa, bratia, Ved' sa ony stratia, Slováci ožijú. Zastavme sa, bratia, Ved' sa ony stratia, Slováci ožijú. | Перевод на русский язык Где дом мой? Где дом мой? Вода журчит по лугам, Боры шумят по скалам, В саду цветёт весной цветок, Земной рай ты на загляденье! А то есть та красавица земля, Земля чешская, дом мой, Земля чешская, дом мой. Над Татрами молнии сверкают, Громы дико бьют. Над Татрами молнии сверкают, Громы дико бьют. Остановим их, братья, Ведь они прекратятся, Словаки оживут. Остановим их, братья, Ведь они прекратятся, Словаки оживут. | Немецкая версия Wo ist mein Heim, mein Vaterland? Wo durch Wiesen Bäche brausen, Wo auf Felsen Wälder sausen, Wo ein Eden uns entzückt, Wenn der Lenz die Fluren schmückt: Dieses Land, so schön vor allen, Böhmen ist mein Heimatland. Ober Tatra blitz es, Dröhnt des Donners Krachen Doch der Stürme Wehen wird gar bald vergehen Brüder, wir erwachen! |